# یوگپوروش
یوگپوروش (به هندی: Yugpurush) فیلمی محصول سال ۱۹۹۸ و به کارگردانی پارتو گوش است. در این فیلم بازیگرانی همچون نانا پاتیکار، جکی شروف، مانیشا کویرالا، آشوینی بیهیو، موهنیش باهل، شیواجی ساتام ایفای نقش کرده‌اند.